# 皇家海軍十字戲
皇家海軍十字戲(Uckers)，為流傳於英國皇家海軍、澳洲皇家海軍、紐西蘭皇家海軍等英聯邦海軍的十字戲類遊戲，由印度十字戲演變。